# بلدية داوغابيلس
بلدية داوغابيلس هي بلدية في لاتفيا، بلغ عدد سكانها 21,301  نسمة وذلك حسب إحصائيات سنة 2017.